# Stridsvagn m/41

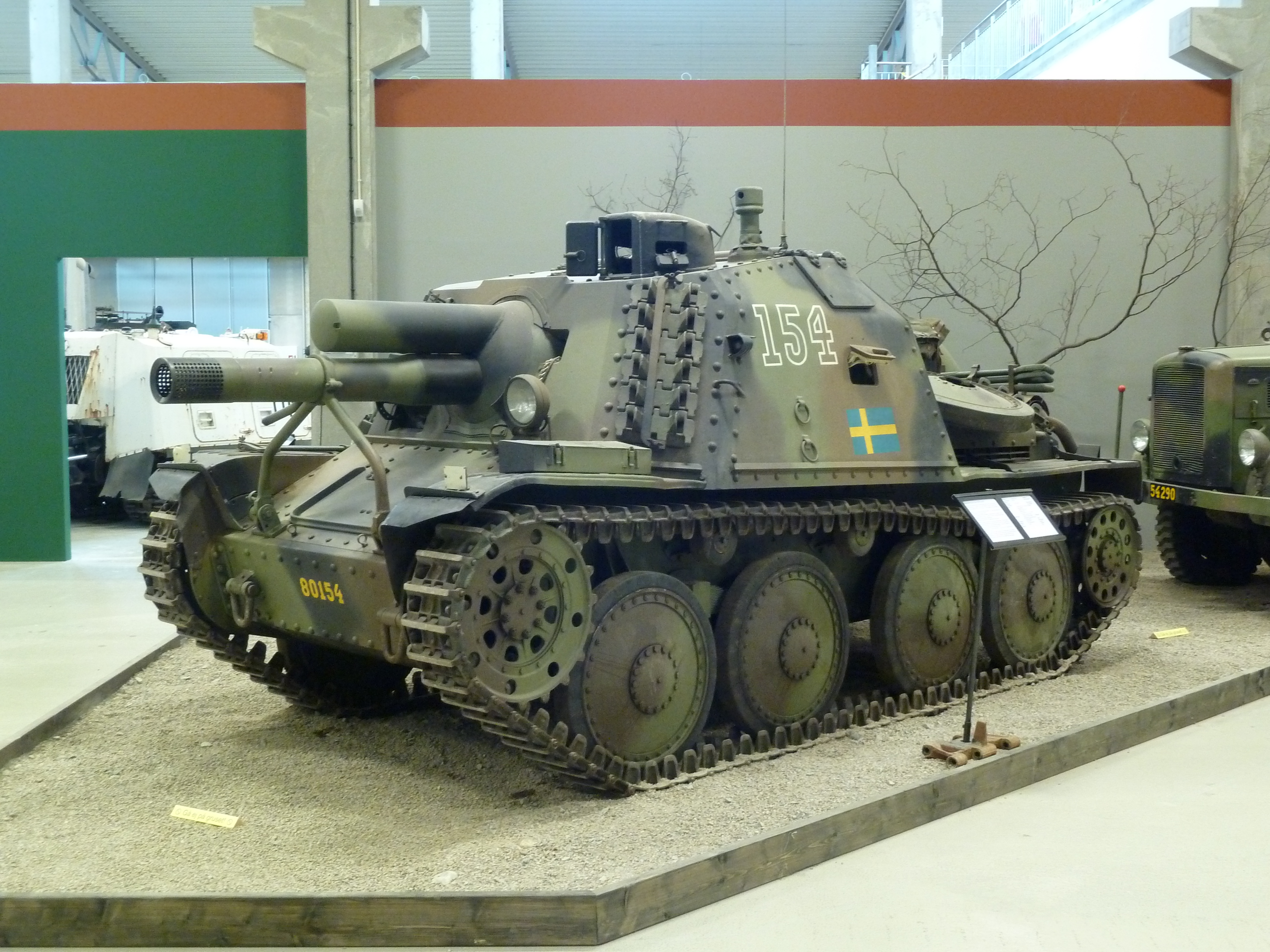
Sav m/43 in Sveriges Försvarsfordonsmuseum te Strängnäs

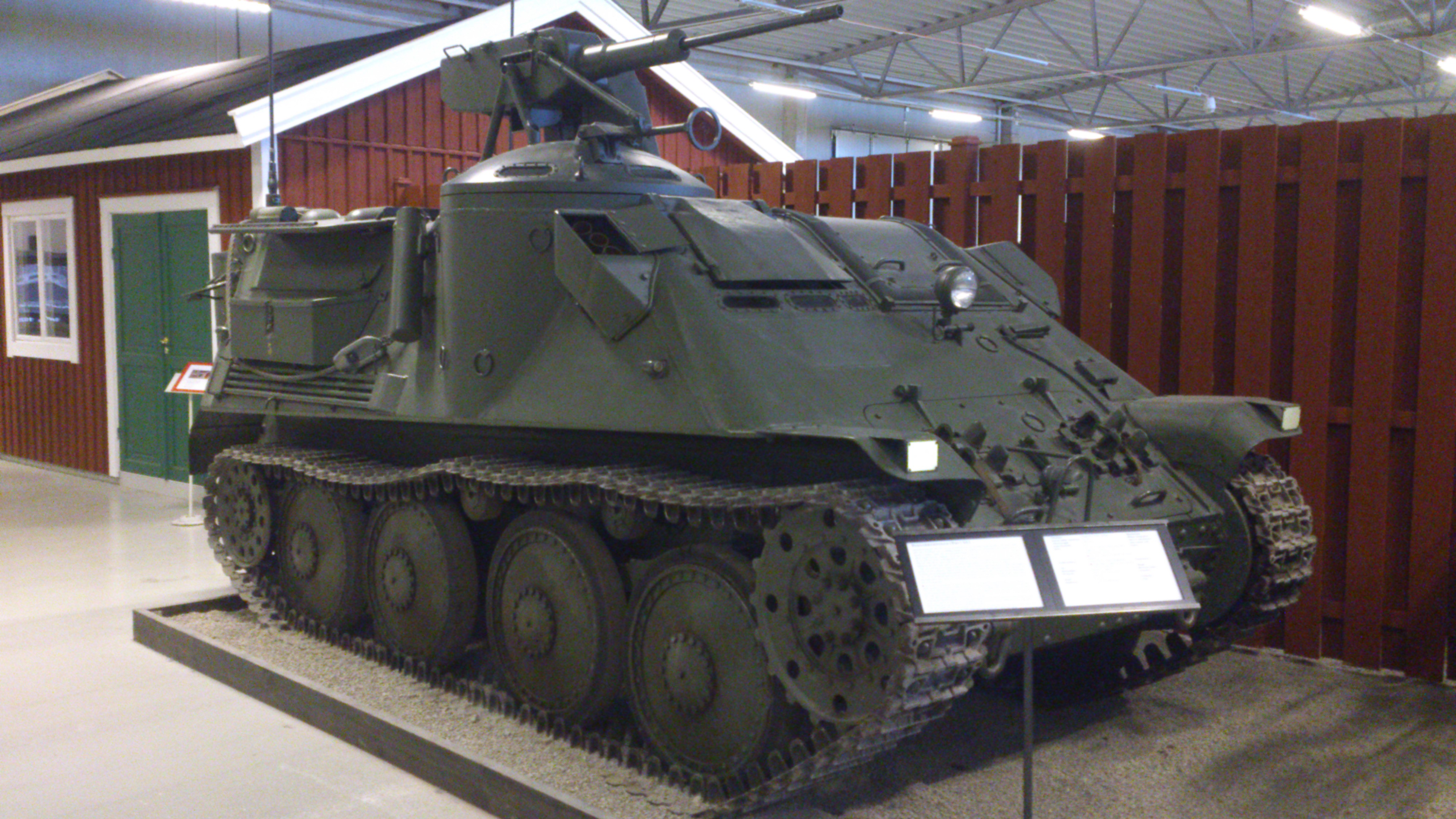
Pbv 301 in hetzelfde Zweedse museum

De Stridsvagn m/41, ook wel afgekort als Strv m/41, was een middelzware Zweedse tank. Het was in licentie gebouwd tijdens de Tweede Wereldoorlog door Scania-Vabis. Het ontwerp was van de Tsjechische TNH tank. De Stridsvagn m/41 bleef tot de jaren vijftig in dienst.

## Geschiedenis
Er was een groot tekort aan tanks in Zweden aan het begin van de Tweede Wereldoorlog. De binnenlandse productie van tanks was onvoldoende en in 1937 werden 90 TNH tanks besteld bij CKD in Praag. In 1938 was Duitsland Tsjecho-Slowakije binnengevallen en de tanks werden niet geleverd. De Wehrmacht nam de tanks, die door Zweden waren besteld, over en heeft ze gebruikt in Operatie Barbarossa in 1941.
Zweden ging in overleg om schadeloos gesteld te worden. Als compensatie kregen ze de tekeningen en een licentie om zelf de tanks in Zweden te mogen produceren.

## Versies

### Stridsvagn m/41 SI
Scania-Vabis werd aangewezen om de voertuigen te produceren. Hier kreeg de tank de aanduiding Stridsvagn m/41 SI (Strv m/41). In juni 1941 werd de opdracht voor 116 stuks verstrekt en tussen december 1942 en juni 1943 werden alle tanks geleverd. Ze waren bewapend met een 37mm-Bofors M38 antitankkanon. De tanks waren uitgerust met een Scania-Vabis-benzinemotor van het type 1664.

### Stridsvagn m/41 SII
In juni 1942 kwam een vervolgorder voor 122 stuks van de SII-versie. Deze had een dikker pantser en dus een hoger gewicht en is daarom uitgerust met een krachtigere motor. De Scania-Vabis L 603 had een vermogen van 160 pk. In oktober 1943 werden de eerste exemplaren afgeleverd. Tot maart 1944 werden er 104 stuks SII geproduceerd.

### Stormartillerivagn m/43
De overige 18 werden uitgevoerd als gemechaniseerd geschut met de typeaanduiding Stormartillerivagn m/43 (Sav m/43). Deze voertuigen waren aanvankelijk bewapend met een 75mm-kanon maar kregen in 1946 een 105mm-kanon. Tegen het einde van de oorlog in 1945 werden nog eens 18 stuks besteld, die meteen werden uitgerust met een 105mm-kanon. Scania leverde het laatste exemplaar af in november 1947. In totaal zijn er 36 exemplaren gemaakt en ze zijn in 1973 van de sterkte afgevoerd.

### Pansarbandvagn 301
In de late jaren vijftig was er een grote behoefte om tankbrigades te voorzien van pantservoertuigen. Zij konden de tanks in alle soorten terrein volgen en voerden pantserinfanteristen mee. Men besloot alle Stridsvagn m/41-voertuigen aan te passen voor dit doel. Na een aantal prototypes werd gekozen voor de versie van Hägglunds. Deze was bewapend met een 20mm-Boforskanon en kon acht volledig bewapende militairen meevoeren naast de commandant en chauffeur. Eind jaren vijftig waren alle 220 m/41’s verbouwd en reden onder de typeaanduiding Pansarbandvagn 301 (Pbv 301). De eerste Pbv 301 kwam bij pantsereenheden in 1961 en bleef in dienst tot 1971. Ze werden verkocht, verschroot of gebruikt als doelen bij schietoefeningen.
In het "Sveriges Försvarsfordonsmuseum Arsenalen" in Strängnäs staan nog diverse exemplaren tentoongesteld.